# Dendrodoris caesia
Espèce
Dendrodoris caesia est une espèce de  nudibranche de la famille des dendrodorididés.